# ユンハンス
ユンハンスもしくはユングハンスは
1. ドイツ最大の時計メーカー、ユンハンス・ウーレン（Junghans Uhren GmbH ）
2. 1から信管・爆薬製造部門が分社・独立したユンハンス・ファインヴェルクテヒニク（Junghans Feinwerktechnik GmbH & Co.KG ）

の2社がある。ここでは時計メーカーを扱う。
ドイツ最初のクォーツ腕時計、世界最初の電波時計や電波腕時計を作ったことで知られる。また、2000年代初期には、電波腕時計の分野でシチズンに大幅に遅れを取っていたセイコーに電波腕時計用のムーブメントであるP114を供給していた。
日本での正式輸入代理店はユーロパッションが行なっている。

## 歴史
- 1861年 - エアハルト・ユンハンス（Erhard Junghans ）とクサヴァー・ユンハンス（Xaver Junghans ）兄弟によりシュヴァルツヴァルトの中心にあるシュランベルクで壁掛け時計メーカーとして創業した。
- 1866年 - 自社でデザイン・設計から製造まで手掛けた時計を発売する。
- 1875年 - エアハルト・ユンハンスの死後、息子のアルトゥール・ユンハンス（Arthur Junghans ）が社長に就任、
- 1890年 - 現在も使われている八芒星にJのマークの社章を登録。
- 1903年[1] - 3000人余りを擁し、年間300万個の時計を生産する世界最大の時計メーカーとなる。
- 1905年 - 信管・爆薬製造部門の基礎となる時限式信管が製造される。
- 1927年[2] - ユンハンス最初の腕時計を製造。
- 1946年 - クロノグラフを製造。
- 1955年 - 電気で動く置時計を製造。
- 1956年 - ディール・グループ（Diehl Group ）傘下に入る。
- 1957年 - ユンハンス・ファインヴェルクテヒニクが分社されニュルンベルクに設立される。
- 1972年 - ミュンヘンオリンピックでストップウォッチなどの公式サプライヤーとなる。
- 1985年 - 世界最初の置時計式電波時計発売[3]。
- 1990年 - 腕時計式電波時計MEGA1を発売[4]。
- 1999年 - エガナ・ゴールドファイルの傘下となる。
- 2007年 - 「エアハルト・ユングハンス」ブランドでセイコーの機械式キャリバーを搭載したクラシックな製品を発売。

## 脚註
1. ↑  英語版・ドイツ語版ウィキペディアとユンハンスUSAサイトでは1900年、公式サイトでは1903年とされている。
2. ↑  英語版・ドイツ語版ウィキペディアとユンハンスUSAサイトでは1927年、公式サイトでは1930年代とされている。
3. ↑  アトミック・クロック（Atomic Clock ）と称したが原子時計ではない。
4. ↑  アトミック・ウォッチ（Atomic Watch ）と称したが原子時計ではない。